# Heteropriacanthus
Heteropriacanthus is een monotypisch geslacht van straalvinnige vissen uit de familie van de grootoogbaarzen (Priacanthidae). Het geslacht is voor het eerst wetenschappelijk beschreven in 1984 door Fitch & Crooke.

## Soort
- Heteropriacanthus cruentatus (Lacépède, 1801)